# Äijäperäjärvi (Gällivare socken, Lappland, 749629-172074)
Äijäperäjärvi är en sjö i Gällivare kommun i Lappland och ingår i Kalixälvens huvudavrinningsområde.